# Виццола-Тичино
Виццола-Тичино (итал. Vizzola Ticino) — коммуна в Италии, располагается в провинции Варесе области Ломбардия.
Население составляет 492 человека (2008 г.), плотность населения составляет 61 чел./км². Занимает площадь 7 км². Почтовый индекс — 21010. Телефонный код — 0331.
В коммуне имеется храм, освящённый в честь святого Иулия Ортского.

## Демография
Динамика населения:

## Администрация коммуны
- Официальный сайт: http://www.comune.vizzolaticino.va.it/